# Сонмох Воше
Сонмох Воше (Hypnum vaucheri) — вид мохів порядку гіпнобрієвих (Hypnales).

## Поширення
Ареал охоплює такі частини світу: Європа, Азія, Північна Америка.
Населяє гірські породи, особливо вапняні, епіфітно на основах дерев, мінеральні ґрунти, гнилі колоди, переважно сонячні ділянки; на висотах від 0 до 3500 метрів.

## Характеристика

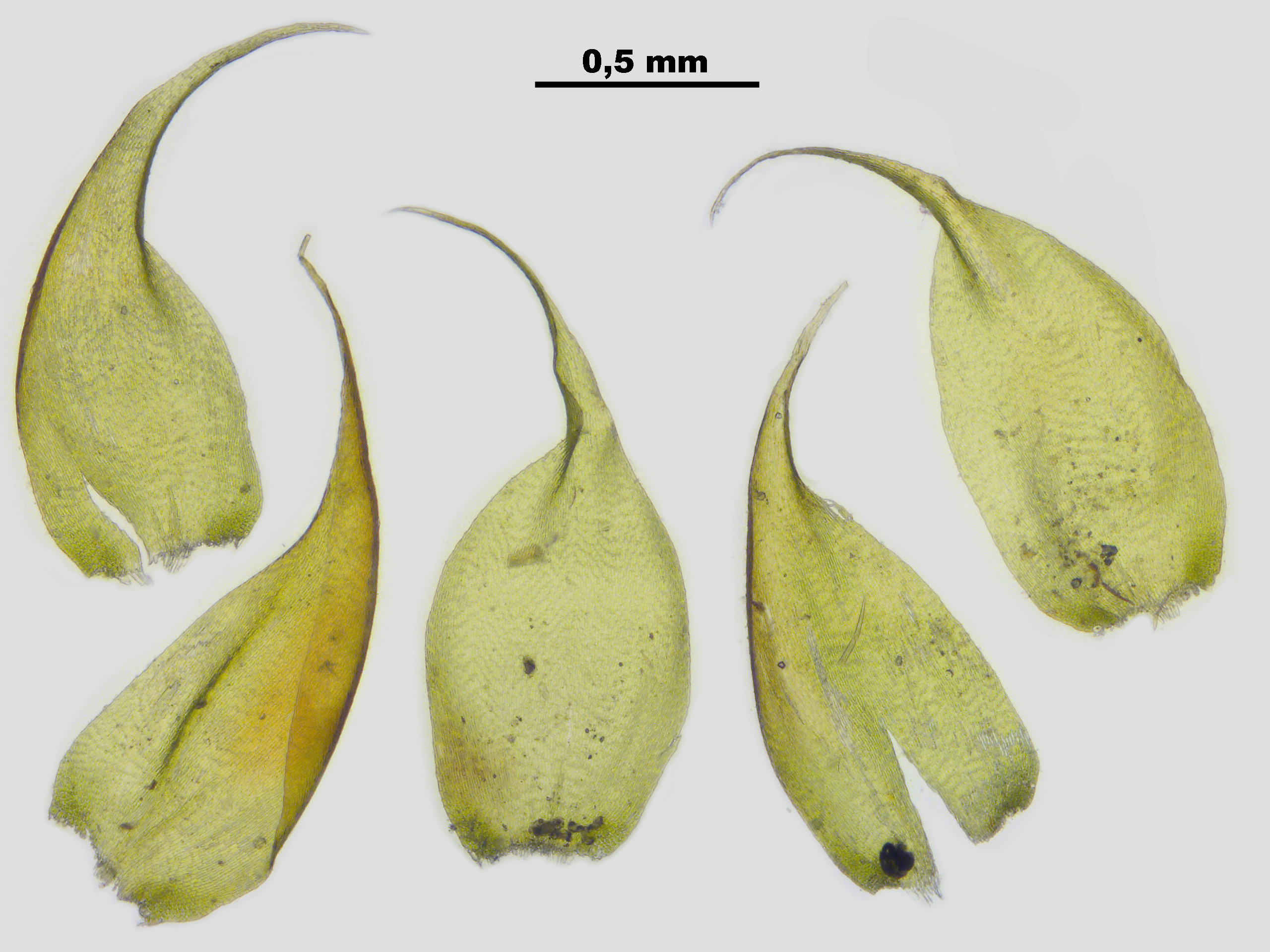

Рослини середнього розміру, від коричневого до золотисто-зеленого. Стебла 3–6 см, жовтувато-коричневі, від повзучих до випрямлених, неправильно чи дещо правильно перисті, гілки 0.3–1.5 см. Стеблові листки від яйцюватих до широко видовжено-ланцетних, поступово до різко звужених до верхівки, 1.2–1.5 × 0.4–0.5 мм; краї широко загнуті до майже плоскої основи, майже цілісні до зубчастих дистально. Вид дводомний. Коробочкові ніжки жовтувато-червонуваті, 1–1.5 см. Коробочка похила, коричнева, видовжено-циліндрична, 1.8–2.2 мм.